# Jan Czermiński

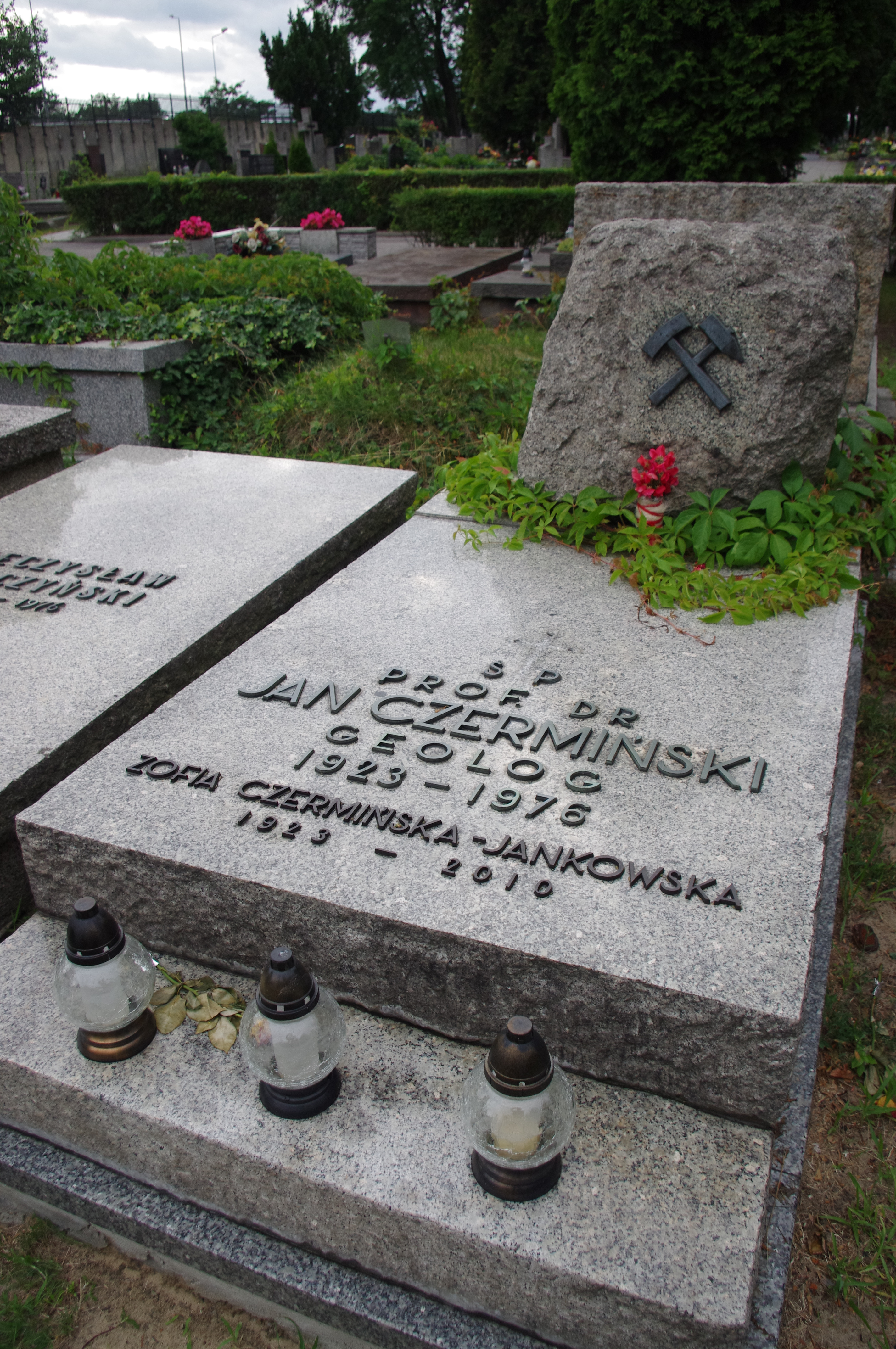
Grób Jana Czermińskiego na Cmentarzu Wojskowym na Powązkach w Warszawie

Jan Czermiński (ur. 15 października 1923 w Osielsku, zm. 2 marca 1976 w Warszawie) – polski geolog i petrograf, specjalista geologii złóż surowców mineralnych, a zwłaszcza złóż siarki, oraz geologii gospodarczej.

## Życiorys
W Osielsku, w latach 1929-1936, uczęszczał i ukończył szkołę podstawową. Do liceum chodził w Bydgoszczy. Naukę przerwała wojna. Podczas okupacji pracował jako robotnik, a później jako przyuczony tokarz.
Po zdaniu matury w 1946, rozpoczął studia geologiczne na Uniwersytecie Poznańskim pod kierunkiem Kazimierza Smulikowskiego. Równolegle ze studiami pełnił funkcję młodszego asystenta. W 1949 wraz z całą grupą profesorów i studentów geologii przeniósł się na Uniwersytet Warszawski. Tam pod kierunkiem Jana Samsonowicza podjął badania utworów górnej jury na krańcach Jury Krakowsko-Wieluńskiej, w okolicy Opatówka. Za pracę tę otrzymał w 1951 stopień magistra geologii.
Jeszcze przed ukończeniem studiów podjął pracę w Państwowym Instytucie Geologicznym, w zespole dyrektora Instytutu, Jana Czarnockiego. Badał m.in. złoża kwarcytów kambryjskich na Górze Wiśniówce oraz kwarcytów dolnodewońskich na Górze Barczy.
W 1952 skierowano go na studia aspiranckie w Leningradzie. Był aspirantem w Katedrze Petrografii Uniwersytetu Leningradzkiego, a następnie w Leningradzkim Instytucie Górniczym. Po powrocie do kraju w 1954 kontynuował studia doktoranckie u Jana Samsonowicza. W 1959 uzyskał na Uniwersytecie Warszawskim stopień doktora nauk przyrodniczych na podstawie monograficznego opracowania petrograficznego utworów węglanowych dewonu środkowego i górnego południowej części Gór Świętokrzyskich. W 1963 otrzymał tytuł samodzielnego pracownika naukowego, a w 1974 – profesora nadzwyczajnego nauk przyrodniczych.
W Instytucie Geologicznym zorganizował pracownię petrografii. W 1955 objął kierownictwo Zakładu Podstawowych Badań Geologicznych; w czerwcu 1956 został Zastępcą Dyrektora IG, którą to funkcję sprawował do sierpnia 1975, kiedy powołano go na stanowisko Dyrektora Instytutu.
Poza Instytutem Geologicznym, od 1954 wykładał na wyższych uczelniach. W latach 1954–1961 prowadził wykłady z geologii złóż surowców mineralnych na Wydziale Geologii Uniwersytetu Warszawskiego. Od 1965 przez 12 lat wykładał geologię historyczną i regionalną, a także okresowo geologię złóż surowców mineralnych w Instytucie Geografii Uniwersytetu Łódzkiego.
Dużo wysiłku poświęcał pracy redakcyjnej. Do 1963 był współredaktorem Kwartalnika Geologicznego, a następnie przez 13 lat jego redaktorem naczelnym. W latach 1965–1971 był redaktorem naczelnym wydawnictwa Sekcji Geologii Stowarzyszenia Inżynierów i Techników Górnictwa Poradnik pracownika Służby Geologicznej. Przetłumaczył też z języka rosyjskiego podręcznik M. J. Iciksona Opróbowanie szlichowe przy wykonywaniu zdjęcia geologicznego oraz przeglądowych prac poszukiwawczych (1955) oraz A.C. Arlekina Podstawy hydrochemii (1956).
Uczestniczył w pracach licznych komisji i komitetów. Między innymi był przez kilka lat członkiem Komitetu Nagród Państwowych, sekretarzem Komitetu Nauk Geologicznych Polskiej Akademii Nauk oraz członkiem Zarządu Głównego Polskiego Towarzystwa Geologicznego. Uczestniczył w wielu zjazdach naukowych w kraju i za granicą i pięciokrotnie uczestniczył w międzynarodowych kongresach geologicznych. W latach 1964–1965 był konsultantem Polskiej Ekspedycji Geologicznej w Mongolii. Za swoje zasługi został odznaczony Krzyżem Oficerskim i Kawalerskim Orderu Odrodzenia Polski, Srebrnym Krzyżem Zasługi, Medalem XXX-lecia PRL i Odznaką 1000-lecia Państwa Polskiego.

## Kierunki badań naukowych
Po obronie pracy doktorskiej Jan Czermiński zaczął się zajmować genezą złóż siarki w Polsce. Między innymi zwrócił uwagę na udział mikroorganizmów w procesie powstawania złóż siarki w zapadlisku przedkarpackim, wskazując na struktury rudy siarkowej świadczące o wytrącaniu się siarki rodzimej w wyniku działalności bakterii.
Pod koniec lat 1950. prowadził szczegółowe badania zjawisk krasowych w dewońskich skałach węglanowych i ich związku z tektoniką w Górach Świętokrzyskich. Badał też procesy sylifikacji wapieni w strefie wietrzenia i występowanie bentonitów w dolomitach eiflu.
Zajmował się następnie ilościowym ujęciem występowania skał osadowych w Polsce, wskazując na cykliczność sedymentacji w zależności od rozwoju tektonicznego obszaru, a także ewolucją chemizmu skał osadowych w Polsce w oparciu o wyliczenia częstości występowania poszczególnych pierwiastków głównych w tych skałach.
Jego dorobek naukowy obejmuje 54 publikacje oraz około 40 projektów badań, sprawozdań i archiwalnych opracowań dokumentacyjnych. Pochowany na Cmentarzu Wojskowym na Powązkach w Warszawie (kwatera 39A-3-6).

## Wybrane publikacje
- 1953, Górna jura w Trojanowie i Szałem pod Kaliszem. Z badań nad górną jurą w Polsce, [w:] Biuletyn Instytutu Geologicznego, Warszawa.
- 1955, Zagadnienie dolomityzacji skał węglanowych dewonu Gór Świętokrzyskich. [w:] Przegląd geologiczny, nr 5, Warszawa.
- 1957, Ogólna charakterystyka litologiczna cechsztynu oraz serii bezpośrednio z nim związanych, na podstawie płytek cienkich. Biul. Inst. Geol., t. 124, Warszawa.
- 1959, Petrografia piaskowców kwarcytowych środkowego kambru z Dużej Wiśniówki koło Kielc. [w:] Kwartalnik geologiczny, t. 3, nr 3, Warszawa.
- 1960, Rozwój litologiczny serii węglanowej dewonu południowej części Gór Świętokrzyskich. [w:] Prace Instytutu Geologicznego, t. 30, część 2, Warszawa.
- 1960, Struktury mikroorganiczne siarki rodzimej w tortonie. Kwart. geol., t. 4, nr 2, Warszawa.
- 1961, (wspólnie ze Stanisławem Pawłowskim) Współcześnie zachodzące procesy w złożach siarki i ich znaczenie dla eksploatacji. Przegl. geol., nr 1, Warszawa.
- 1962, Zjawiska sylifikacji w skałach węglanowych dewonu Gór Świętokrzyskich. Księga pamiątkowa ku czci prof. J. Samsonowicza. Wydawnictwa Geologiczne, Warszawa.
- 1967, Metamorficzne podłoże dewonu w Gościnie koło Kołobrzegu. Kwart. geol., t. 11, nr 3, Warszawa.
- 1968, Redukcyjne środowisko i zawodnienie złóż siarki – niezbędnym warunkiem ich istnienia. Kwart. geol., t. 12, nr 4, Warszawa.
- 1970. Występowanie utworów paleozoicznych w Polsce. Biul. Inst. Geol. t 251, Warszawa.
- 1974, (wspólnie z Tadeuszem Osmólskim) Stosunki izotopowe siarki i węgla w rudzie siarkowej i utworach jej towarzyszących a geneza złóż siarki w Polsce. Kwart. geol., t. 18, nr 2, Warszawa.